# Zombie
Als Zombie wird ein Mensch bezeichnet, der scheinbar verstorben und wieder zum Leben erweckt worden ist und ähnlich einem Untoten oder Wiedergänger als ein seiner Seele beraubtes, willenloses Wesen umherwandert.
Die Zombie-Apokalypse ist ein häufiges Motiv in populärkulturellen Veröffentlichungen. Häufig ist ein Krankheitserreger der Auslöser, bei lebenden Infizierten handelt es sich trotz der Bezeichnung allerdings nicht um Zombies im heute allgemein gebräuchlichen Sinn. Als mögliches existentielles Risiko wird eine solche Pandemie selten auch ernsthaft von Politik und Wissenschaft in Erwägung gezogen.

## Ursprung des Begriffs
Der Begriff Zombie leitet sich von dem Wort nzùmbe aus der in Nord-Angola beheimateten Bantusprache Kimbundu ab. Er bezeichnete dort ursprünglich einen Totengeist, eine Bedeutung, die das im Kreolischen gebräuchliche Wort zonbi (gesprochen zombi) in Haiti noch besitzt.

## Mythologie und Aberglaube
Das Zombie-Mythologem stammt aus einer neo-ethnischen Religion, die ihre Ursprünge in Westafrika hat und im Zuge der afrikanischen Diaspora nach Haiti gelangte, wo sie sich zu ihrer heutigen, synkretischen Form, dem Voodoo, entwickelte. Darin glaubt man, dass eine in der Kunst des Voodoo kundige Person über Mittel und Wege verfügt, einen Menschen in einen Zombie zu verwandeln. Von dieser religiösen Überzeugung ist die, weltweit in zahlreichen Kulturen anzutreffende, abergläubische Vorstellung zu unterscheiden, der zufolge Verstorbene nicht nur als Gespenst, sondern durchaus auch körperlich in die Welt der Lebenden zurückkehren können, dann als Untote, die sich häufig an den Lebenden für ein erlittenes Unrecht rächen wollen, wegen dessen ihre Seelen nicht erlöst wurden. Zudem besetzt der Zombie eine Nische als Tropus zahlreicher fiktiver Handlungen und wird, besonders in Spielfilmen des Horrorgenres, als Monster genutzt.

## Geschichte
Bereits aus der Frühgeschichte gibt es Hinweise darauf, dass die Menschen glaubten und fürchteten, die Toten könnten zurückkehren und möglicherweise den Lebenden Leid antun. So wurden in verschiedenen Kulturen Gräber vorgefunden, in denen die Leichen gefesselt oder von Holzpfählen durchbohrt waren. In Sierra Leone tritt diese Methode noch vereinzelt auf. Unklar ist allerdings, ob dies allein dem Zweck diente, die Rückkehr von Verstorbenen zu verhindern, oder ob nicht auch andere Zwecke oder Bedeutungen damit verbunden waren.
Noch bis ins 18. Jahrhundert herrschte auch unter der mitteleuropäischen Bevölkerung große Angst vor der Wiederkehr Verstorbener. So war es eine Aufgabe der Totenwache, einen vermeintlichen Verstorbenen zu erschlagen, falls er sich etwa vom Totenbett erheben sollte. Dies konnte durchaus vorkommen, da Methoden, um den Tod festzustellen, wesentlich unzuverlässiger waren.
Die unheimliche Figur sowie ihr Name Zombie zogen in die Kulturgeschichte der Vereinigten Staaten ein, während Haiti von 1915 bis 1934 unter US-amerikanischer Besatzung stand. Der aus dem Kreolischen (zonbi = Gespenst, Totengeist) herrührende Begriff Zombie wurde in den 1920er Jahren durch das Buch The Magic Island des Abenteuerschriftstellers W. B. Seabrook sowie die dadurch inspirierten US-amerikanischen Kinofilme und Comics populär.

## Ethnologische Erforschung
Für die ethnologische Erforschung von Zombies hat als Erster der französische Ethnologe Michel Leiris gesorgt. Nach seiner Definition von 1929 sind Zombies Individuen, die man künstlich in einen Scheintodzustand versetzt, beerdigt, dann wieder ausgegraben und geweckt hat und die infolgedessen folgsam wie Lasttiere sind, da sie ja gutgläubig annehmen müssen, dass sie tot sind.
Der Ethnobotaniker Wade Davis entdeckte 1982 auf seiner Reise durch Haiti, dass das dabei zur Anwendung kommende Zombie-Gift unter anderem das hochtoxische Tetrodotoxin enthält, und führte die Zombifikation von Menschen darauf zurück. Einleuchtend ist die weit verbreitete Idee, das Zombie-Gift werde mit Juckpulver vermischt auf die Haut des Opfers geblasen, damit es beim Kratzen durch die dabei entstehenden Wunden aufgenommen wird und in die Blutbahn gelangt. Das Gift ruft rasch die beschriebenen krankheitsähnlichen Symptome hervor, an denen das Opfer scheinbar stirbt – ein Glaube, in dem sowohl die Gemeinde als auch das Opfer selbst befangen ist, solange mangelnde Aufgeklärtheit dies begünstigt. Nach Ansicht des Anthropologen Littlewood und des Neurologen Douyon, die mehrere „Zombies“ detailliert untersuchen konnten, handelt es sich in etlichen Fällen um herumirrende, psychisch kranke oder debile Fremde, die sich nicht zurechtzufinden wissen und daher oft fälschlicherweise als vermeintlich Verstorbene identifiziert werden.

## Zombies im Voodoo
Das Zombie-Phänomen ist tief in der haitianischen Kultur verwurzelt und bleibt dort bis heute präsent. Es dient als kulturelles Symbol und spielt eine Rolle in sozialen und religiösen Praktiken des Voodoo. Die Vorstellung von Zombies ist eng mit der Geschichte Haitis, insbesondere der Sklaverei, verbunden und spiegelt Ängste vor sozialer Kontrolle und Verlust der persönlichen Autonomie wider. Der Ethnologe Alfred Métraux beschreibt den Glauben an Zombies als integralen Bestandteil der haitianischen Folklore, wobei Zombies als Wesen gelten, denen durch magische Praktiken der Tod auferlegt und die anschließend wiederbelebt wurden, um als willenlose Diener zu fungieren.
Laut diesem Glauben kann ein Bocor, ein Voodoo-Priester, der sowohl positive als auch negative Rituale ausführt, jemanden mit einem Fluch belegen, worauf die betreffende Person stirbt (Scheintod). Danach wird der (vermeintlich) Tote auf rituelle Weise wieder „zum Leben“ erweckt. Der Glaube besagt, dass eine solche Person ihren eigenen Willen verliert und unter der Kontrolle des Bocor steht. Diese als Zombie cadavres bekannten Wesen symbolisieren die Angst vor sozialer Ausgrenzung und geistiger Versklavung. Die kreolische Formel dafür lautet: Bokor kapab, yo gen pouvwa sekrè – was bedeutet: „Die Hexer sind zu allem fähig, sie besitzen die geheime Macht“, wie es Natias Neutert nach seiner Zombie-Suche übersetzt hat.
Der Ethnobotaniker Wade Davis untersuchte in Haiti die Herstellung von „Zombiegiften“. Er identifizierte dabei zwei Hauptkomponenten: Tetrodotoxin, ein starkes Neurotoxin aus Kugelfischen und Datura-Pflanzen (Stechäpfeln), die halluzinogene Eigenschaften besitzen. Davis postulierte, dass die Verabreichung dieser Substanzen einen todesähnlichen Zustand induzieren kann, gefolgt von einer Wiederbelebung, bei der die betroffene Person in einem psychotischen Zustand verbleibt und leicht zu kontrollieren ist.
Eine weitere Form des Zombies ist der Zombie astrale. Dies ist eine verlorene Seele, die von ihrem Körper getrennt wurde, zum Beispiel durch den Tod. Ein Houngan oder ein Bocor kann diese herumirrende Seele in einem kleinen, tönernen Gefäß oder in einer Flasche einfangen. In der Voodoo-Tradition Haitis können Familienangehörige eine solche „gefangene“ Seele aufbewahren, um eine Verbindung mit den Verstorbenen aufrechtzuerhalten.  Solche den Totenkult betreffenden Riten werden noch in Haiti und teilweise im Süden der Vereinigten Staaten praktiziert. Sie werden oft dem Petro-Kult zugeschrieben, einer kämpferischen Strömung des Voodoo, die während der Zeit der Sklaverei in Haiti entstand. Allerdings ist Petro nicht automatisch mit Schwarzmagie gleichzusetzen. Die Angst vor dem „Zombie cadavre“ ist unter der ländlichen Bevölkerung so groß, dass Verstorbene manchmal durch verschiedene Maßnahmen wie Vergiftung oder das Durchbohren mit einem Pfahl davor geschützt werden, als Zombies zurückzukehren.  
Die Anthropologin Zora Neale Hurston dokumentierte während ihrer Feldforschungen in Haiti Berichte über Zombies. Sie beschrieb Fälle, in denen Individuen nach ihrem vermeintlichen Tod wieder in der Gemeinschaft auftauchten, was sie auf tief verwurzelte kulturelle Überzeugungen und mögliche psychologische Phänomene zurückführte.
Das haitianische Strafrecht enthält in Artikel 246 eine Bestimmung, die Handlungen unter Strafe stellt, bei denen durch die Verabreichung von Substanzen ein lethargischer Zustand herbeigeführt wird, der zum Scheintod führt. Wird eine Person infolge dieses Zustands lebendig begraben, gilt dies als Mord. Diese Bestimmung wird oft als rechtliche Grundlage gegen die Praxis der Zombifizierung interpretiert.

## Figur des Zombies in der Populärkultur
In der Pop-Kultur fungieren Zombies als gruselige Schreckensfiguren in Horrorfilmen, Comics oder Computerspielen. Sie werden meistens als träge umherirrende Untote oder Infizierte mit ausgestreckten Armen und blutig entstelltem, bereits halbverwestem Gesicht und leerem Blick inszeniert, die zwar vom Hunger auf Menschenfleisch angetrieben werden, jedoch völlig ohne Bewusstsein sind. In der letzten Zeit ist vermehrt eine Abkehr vom metaphysischen Zombiebild zu beobachten. Ersetzt wird es in einigen Fällen durch ein angeblich naturwissenschaftliches Konzept, bei dem die Zombies durch eine Virusinfektion, nicht durch Magie entstanden sind. In vielen Fantasy- und Horror-Rollenspielen dienen Zombies als „Standard-Untote“, neben animierten Skeletten und Mumien. Dabei werden sie meistens als motorisch eingeschränkte Kreaturen dargestellt, deren einzige Angriffsmöglichkeit der Hieb mit der bloßen Hand und die Zähne sind.
Oft dienen Zombies als Metapher für ein angepasstes Dahinvegetieren, unterwürfigen und kritiklosen Gehorsam („Kadavergehorsam“), passiven Konsum und Desinteresse, im Gegensatz etwa zu Rebellion, Autonomie oder unabhängiger Ästhetik. So griff zum Beispiel die Punk-Bewegung das Zombiemotiv häufig auf, unter anderem als Artwork auf Plattenhüllen oder T-Shirts. In religionskritischen Kreisen wird zuweilen Jesus Christus in Anspielung auf seine Auferstehung von den Toten satirisch als „Zombie Jesus“ karikiert. Seit 2001 gibt es wiederkehrende Zombie Walks in vielen Großstädten der Welt.
Ein frühes Beispiel für die moderne Erscheinung von Zombies in der Populärkultur lieferte H. P. Lovecraft im Jahr 1922 in seiner Kurzgeschichte Herbert West, Wiedererwecker, in der Tote durch Injektion einer neuartigen Substanz, die vom verrückten Arzt Herbert West erdacht wurde, wiederbelebt werden und als übernatürlich starke, willenlose und kannibalistische Zombies erwachen.

### Filme
Eine zumindest zombieähnliche Gestalt erschien bereits 1920 im expressionistischen deutschen Stummfilm Das Cabinet des Dr. Caligari: Der schlafwandelnde Cesare begeht in tranceartigem Zustand wie ferngesteuert Verbrechen, allerdings wird das Wort „Zombie“ im Film nicht verwendet.
Durch den Kontakt mit der haitianischen Kultur während der Besetzung Haitis von 1915 bis 1934 gelangte das Phänomen der Zombies als Filmfiguren in die Produktionen US-amerikanischer Filmemacher. Der erste Film, in dem die Figur des Zombies als solche ausdrücklich auftauchte, war Victor Halperins The White Zombie von 1932 mit Bela Lugosi in der Hauptrolle, in dem die Darstellung der wandelnden Untoten noch sehr dem Voodoo-Glauben entspricht. Zombies sind hier noch keine blutrünstigen Monster wie in späteren Filmen, sondern dumpf-gehorsame Sklaven ihres Meisters. In Ich folgte einem Zombie (1942) von Regisseur Jacques Tourneur und Produzent Val Lewton ist der Zombie dagegen eine fast traurige, friedliche Gestalt.
Erst die bekannten Horrorfilme von George A. Romero wie Die Nacht der lebenden Toten (1968) in dem die Untoten noch als „Ghouls“ bezeichnet werden, und besonders Zombie – Dawn of the Dead (1978), der erst durch den deutschen Verleiher den Titel „Zombie“ erhielt, machten die Figuren zu fleischfressenden Monstern. In dieser Darstellung sind Zombies mittlerweile zu einem festen Bestandteil der Popkultur geworden. Einen nicht zu unterschätzenden Einfluss hatte laut Romero der 1954 erschienene Science-Fiction-Roman Ich bin Legende (Original: I Am Legend) des amerikanischen Schriftstellers Richard Matheson, der insgesamt viermal verfilmt wurde.
Nicht zuletzt führte die durch den unerwarteten Erfolg von Zombie – Dawn of the Dead in den 1980er-Jahren losgetretene Welle von Zombiefilmen zur Herausbildung eines eigenen Horrorfilm-Subgenres. Zumeist sind die Zombiefilme in der Tradition Romeros äußerst blutrünstig inszeniert und operieren ausgiebig mit Splatter- und Gore-Effekten.
In den letzten Jahren zeichnet sich innerhalb dieses Genres der Trend zu einer dramaturgisch etwas veränderten Darstellung der Zombies ab. Anstatt träge umherzuirren, sind die „modernen“ Zombies erstaunlich schnell und zielgerichtet (wobei das Ziel dasselbe bleibt – der Angriff auf lebende Menschen). Das bekannteste Beispiel für diese neue Darstellung ist das 2004 erschienene Dawn-of-the-Dead-Remake von Zack Snyder. Inspiriert wurde dessen Darstellung der Zombies sicher auch durch Danny Boyles Film 28 Days Later (2003), der (2007) mit 28 Weeks Later fortgesetzt wurde. Dort verwandelt ein tollwutähnliches Virus Menschen in zombiegleiche reißende Bestien. Boyles Film richtete das Genre neu aus und erschuf ein neues Unter-Genre des Zombie-Films: Den Infizierten-Film, der sich auf realistische Szenarien bezieht und der von (vorwiegend europäischen) Produktionen aufgenommen und weitergeführt wurde. Der entscheidende und wegweisende Unterschied zu traditionellen Zombiefilmen ist, dass die Protagonisten lebendige Menschen bleiben, die auch unabhängig von aktiver Tötung passiv sterben können (verhungern, verdursten, ertrinken, erfrieren). Dazu sind eine Heilung, Immunität und eine damit verbundene Wiederkehr in den Kreis der Zivilisation, anders als beim klassischen Untoten, potenziell möglich.
Als weitere Weiterentwicklung der Zombie-Thematik kann Romeros 2005 erschienener Film Land of the Dead gewertet werden. Hier werden die Zombies erstmals als mit Bewusstsein begabte Lebewesen dargestellt, die zu strukturierten eigenen Handlungen fähig sind. Als Ausgegrenzte der Gesellschaft organisieren sie einen revolutionären Feldzug auf die Stadt der letzten Überlebenden, die sich hinter Stacheldraht vor der Bedrohung der Untoten verschanzt haben. Am Ende des Films – dies ist für das Genre einzigartig – wird ihnen von einigen Menschen sogar ein Existenzrecht zugesprochen.

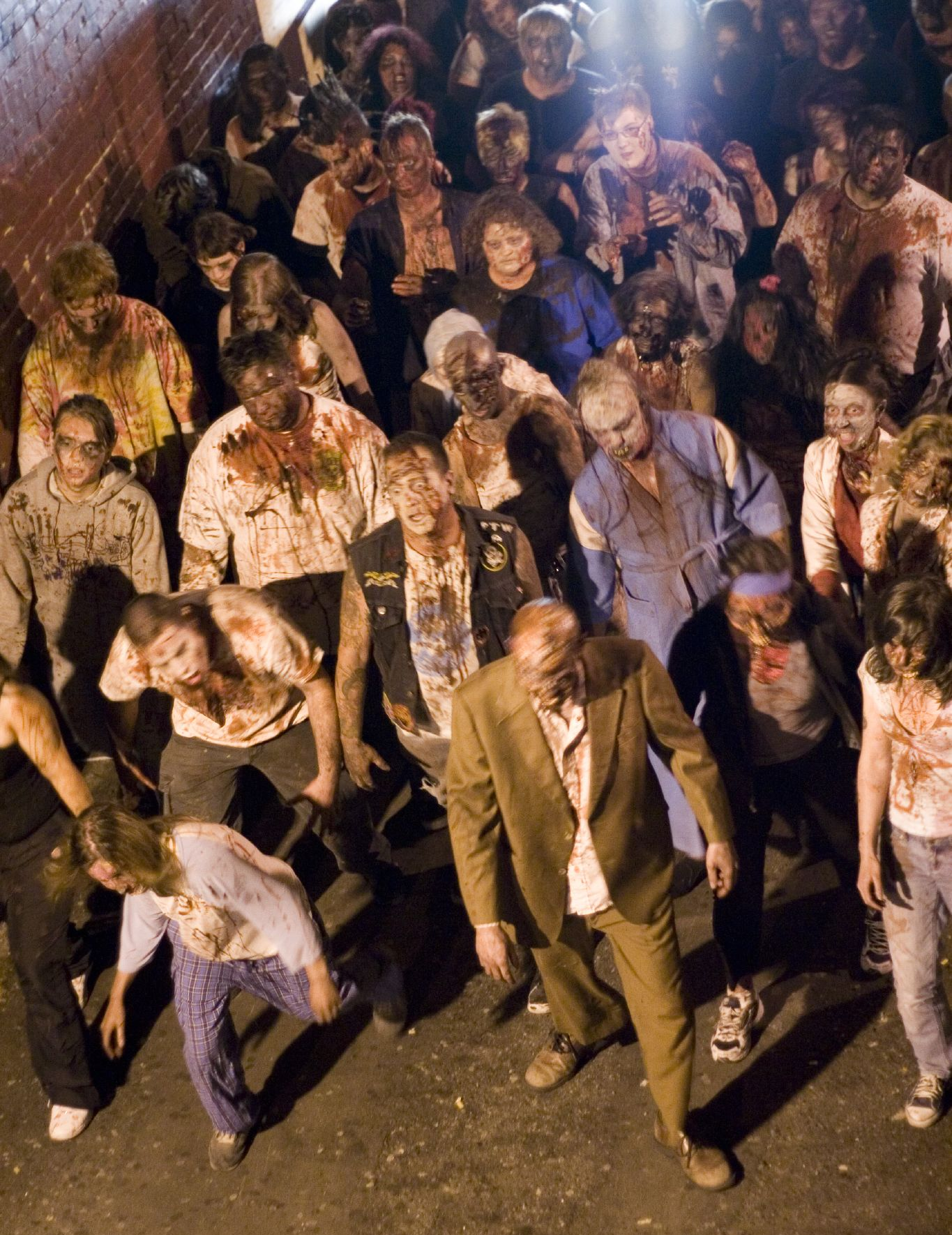
Statisten eines Zombie-Films während des Drehs von Meat Market 3 (2006)

Es sind aber auch humoristische Darstellungen des Zombie-Motivs anzutreffen, etwa in „Splatterkomödien“ wie Braindead (1992), Zombieland (2009) oder Shaun of the Dead (2004). Die Nacht der lebenden Loser (2004), ebenfalls eine humoristische Interpretation, stellt Zombies als völlig „normal“ dar (logisches Denken, eigener Wille), für Außenstehende sind diese nicht als Zombies zu erkennen – einzig die übermenschliche Stärke und der Hunger nach Menschenfleisch bleibt bestehen. In Zombiber (2014) dienen schließlich friedliche, Pflanzen fressende Tiere als Zombies.

### Manga
Laut Jason Thompson ist Japan nach den USA der zweitgrößte Produzent von Zombiewerken. Als herausragende Manga, die dieses Thema behandeln, listet er I Am a Hero von Kengo Hanazawa, das den Verlauf einer Zombieapokalypse behandelt, von deren leisen Vorboten über deren explosiven Ausbruch und darüber hinaus; Shin’iku no Otoko von Hideshi Hino, in der der Protagonist ein Zombie ist, der entsprechend von Menschen gejagt wird; Biomega von Tsutomu Nihei, der das Thema in einem Cyberpunk-Gewand darstellt; Apocalypse no Toride von Yū Kuraishi; Mahō Shōjo of the End von Kentarō Satō, das zudem eine Horror-Subversion des Mahō-Shōjo-Genres darstellt; Life is Dead von Tomohiro Koizumi, in dem die Verwandlung in einen Zombie als Krankheit dargestellt wird, bei der die Betroffenen medizinische Langzeitpflege benötigen; Hellsing von Kōta Hirano über eine Geheimorganisation, die Vampire, aber auch Zombies bekämpft; The Royal Doll Orchestra (Guignol Kyūtei Gakudan) von Kaori Yuki, das sich an eine weibliche Zielgruppe (Shōjo) richtet und Zombies wie Marionettenfiguren darstellt, die von fahrenden Musikern erlöst werden; der Underground-Manga Tōkyō Zombie von Yūsaku Hanakuma; sowie Zombie-ya Reiko von Rei Mikamoto über eine Nekromantin, deren Waffen Zombies sind. Weitere Werke sind Highschool of the Dead von Daisuke und Shōji Satō, das Ähnlichkeiten mit amerikanischen Zombie-B-Movies besitzt, sowie Komödien mit freundlichen Zombies wie Zombie-Loan von Peach-Pit oder Kore wa Zombie Desu ka? von Shin’ichi Kimura, das jedoch auf einer Romanvorlage beruht. Gakkō Gurashi! von Norimitsu Kaihō und Sadoru Chiba stellt das Überleben einer Gruppe Mädchen nach einer Zombieapokalypse mit Slice-of-Life-Elementen dar.

### Interpretation
Zombiefilme sind seit jeher ein idealer Nährboden für Subtexte und versteckte Anspielungen. So existiert in den meisten Zombiefilmen eine gesellschaftskritische Konstante: Die größte Gefahr für die Charaktere geht zwar von den Zombies aus, jedoch fallen auch die gesunden Menschen in vom Selbsterhaltungstrieb gesteuerte Verhaltensmuster: Der Wegfall von sozialen Normen und Werten, der im Zombiefilm typischerweise mit der Invasion der Untoten einhergeht, und die Angst um die eigene Sicherheit – gepaart mit Opportunismus und Egoismus – erzeugen zwischen den Charakteren ein Klima der Feindseligkeit, das Kooperation verhindert. Dieser Tatsache fallen zumindest indirekt viele der Charaktere zum Opfer: Der Mensch wird, wie man mit Thomas Hobbes sagen könnte, des Menschen Wolf („Homo homini lupus“).
Weiteres, etwas abstrakter funktionierendes Motiv vieler Zombiefilme ist das Abschotten des verbliebenen Restes an Menschen in einer für Zivilisation stehenden Einrichtung, zum Beispiel einer Megastadt (Land of the Dead) oder einem Einkaufszentrum (Zombie – Dawn of the Dead), was primär sicher den apokalyptischen Charakter vieler dieser Filme unterstreichen soll, zuweilen aber auch als das Eindringen der natürlich-tierischen Triebe (in Gestalt der Zombies) in das kultivierte menschliche Sein gewertet werden könnte.
Kennzeichnend für den Großteil der Zombiefilme ist das Fehlen eines filmtypischen Happy Ends. Die Überlebenden gehen einer ungesicherten Zukunft entgegen, symbolisiert durch einen Aufbruch ins Nirgendwo, untermalt von pessimistischen Musikmotiven. Dadurch ist dem Zombiefilm eine nihilistische Weltsicht zu eigen, und der Zuschauer verlässt das Kino mit ambivalenten Gefühlen. Zombies sind auch stumm, wodurch die Landessprache der Zuschauer keine Rolle spielt.
Zudem scheint die bloße Anwesenheit der Zombies in neueren Werken auch eine potenzielle Auswirkung von Wahnsinn zu fördern. Die Zombies erscheinen völlig charakterlos (es fällt schwer, sie als Böse zu sehen, da sie weder Triumph noch Niederlage kennen) und sind austauschbar – sowohl im übertragenen wie auch geistigen Sinne. Manchmal gehen Menschen, die am Ende ihrer Kräfte sind, einfach in die Masse der Untoten, da sie ihr Leben nicht mehr ertragen können bzw. nicht mehr weglaufen wollen.
Stehen die Werwölfe für den tierischen Aspekt der Seele mit ihren Emotionen und Leidenschaften und stehen die Vampire für den dunklen, kalten und listigen Aspekt, der Intelligenz mit Selbstreflexion prüft, so repräsentieren Zombies das letzte, was von der menschlichen Vernunft noch bleibt: Sie sind ein Sumpf, der alles verschlingt, was menschlich war.

### Musik
1976 veröffentlichte die französische Zeuhl-Band Magma den Titel Zombies (Ghost Dance) auf ihrem Album Üdü Ẁüdü. Ebenfalls 1976 veröffentlichte der nigerianische Afrobeat-Musiker Fela Kuti den Titel Zombie auf seinem gleichnamigen Album, in dem er die Soldaten der Militärregierung seines Landes als Zombies kritisierte, unter anderem mit der Zeile: „Der Zombie denkt nur, wenn man ihm das Denken befiehlt (Zombie no go think, unless you tell ‘em to think)“, und machte sich damit zu ihrem größten Staatsfeind. Die Vergeltungsmaßnahmen des Militärs auf sein Studio überlebte Kutis 77-jährige Mutter nicht und er selbst nur schwer verletzt.
1983 inszenierte der Popsänger Michael Jackson im Musikvideo zu seinem Stück Thriller (Regie: John Landis) vor den Augen der Zuschauer seine Verwandlung in einen Werwolf, als der er dann zur Musik mit einer Gruppe zombieähnlicher Gestalten tanzte. Das 1994 veröffentlichte Lied Zombie von der irischen Band The Cranberries thematisierte den Nordirlandkonflikt und somit sowohl das zombiehafte Verhalten von Soldaten an sich als auch das Verhalten der Kämpfer in religiös motivierten Konflikten. Das Lied erreichte in Deutschland und Frankreich den ersten Platz der Charts, in Österreich, der Schweiz und Schweden belegte es den zweiten Platz, in Großbritannien jedoch nur den vierzehnten Platz.
- Der US-amerikanische Rockmusiker Rob Zombie hat seinen Familiennamen tatsächlich von „Cummings“ in „Zombie“ ändern lassen.
- Die US-amerikanische Horrorpunk-Band Misfits behandelt fiktive Zombies mehrfach in ihren Liedern. Wie in dem 1999 erschienenen Lied Pumpkin Head, in dem erzählt wird, wie ein gewisser Ed zu einem Zombie wird. Auch in Liedern wie Night of the Living Dead, Astro Zombie, Them oder ähnlichen Stücken singen sie über Zombies. Im Musikvideo zu Scream spielen sie selbst Zombies, die in einem von Misfits-Fans überfüllten Krankenhaus wüten. Hierbei führte George A. Romero Regie.
- Neben dem Horrorpunk gibt es noch eine weitere Musikrichtung, die sich als Subkultur thematisch mit Zombies auseinandersetzt: Psychobilly.
- Von 1961 bis 1968 bestand die britische Rockband The Zombies, deren zunächst erfolgloses Album Odessey and Oracle mittlerweile als wegweisend eingeschätzt wird. Seit 1990 hatten The Zombies mehrere Reunions.
- Am 14. September 2007 präsentierten Die Ärzte ihr neues Video zu der Single Junge, welches in der unzensierten und erst nach 22 Uhr gesendeten Version eine für Zombiefilme typische Szene in einem Berliner Vorort zeigt. Außerdem veröffentlichte die Band 2004 in ihrem Album Geräusch die zwei Lieder Pro-Zombie und Anti-Zombie, welche von Zombies handeln. Am Anfang waren auch Zitate aus Dawn of the Dead eingebunden.
- Das im Jahr 2009 veröffentlichte Album Evisceration Plague der amerikanischen Death-Metal-Band Cannibal Corpse thematisierte hauptsächlich eine Zombieapokalypse.
- Im Jahr 2010 erschien eine EP mit dem Titel Zombie von der amerikanischen Band The Devil Wears Prada.
- Im Jahr 2011 veröffentlichte die schwedische Power-Metal-Band Hammerfall das Lied One More Time mit einem Video, in dem die Band von Zombies angegriffen wird und vor diesen flüchtet.
- Ebenfalls 2011 veröffentlichte Deuce zu seiner Debüt-Single America ein Musikvideo, in dem er in einem verlassenen Haus gegen Zombies kämpft.
- Die Deathcore-Band Suicide Silence produzierte für ihre Single Slaves to Substance eine eigene Zombieapokalypse im Kurzfilmstil, in dem ein kleiner Junge im Ödland seine große Liebe vor einer Horde Zombies retten kann – um sie darauf wieder an diese zu verlieren. Mit einem Bogen bewaffnet, versucht er Rache zu nehmen und scheitert.
- Das 2012 erschienene Album Zwei Welten der Wise Guys enthält einen Song mit dem Titel Mein Nachbar ist ein Zombie, in dem es um den Nachbarn des Sängers geht, der sich wie ein Zombie verhält. In der Live-Performance zu diesem Lied bauen die Wise Guys in ihre Choreographie Teile aus dem Tanz von Michael Jacksons Thriller ein.

### Videospiele
Das vermutlich erste Zombie-Videospiel war Zombies von Bram Software, das 1983 für den Atari 800 erschien.
Resident Evil umfasst neben den Videospielen der Reihe auch sechs Real- und vier Animationsfilme. Darin verwandeln sich Menschen durch gezielt synthetisierte Viren in Zombies, die in Intelligenz und Beweglichkeit eingeschränkt sind und die keine Waffen handhaben können.
Seltener werden Zombies mit Waffen dargestellt, wie es in S.T.A.L.K.E.R.: Shadow of Chernobyl und Gothic 3 der Fall ist.
In The House of the Dead wird mit einer Lightgun Jagd auf Zombies gemacht. Auch dieses Spiel wurde als House of the Dead verfilmt.
Die Zombies aus Half-Life folgen ähnlichen Regeln wie die aus Resident Evil, obwohl es sich dabei um die menschlichen Wirte außerirdischer Wesen, der sogenannten Headcrabs, handelt, und nicht um magische Untote.
Computer-Rollenspiele wie Diablo 2 oder Gothic 2 enthalten ebenfalls Zombies als „Standard-Untote“. Neuere Videospiele sind Stubbs the Zombie und Dead Rising. Letzterer orientiert sich stark an dem Film Dawn of the Dead. Teil eins und zwei des Spiels Left 4 Dead handelt von einer riesigen Zombie-Apokalypse, in welcher eine Infektion fast alle Menschen in jene verwandelt hat.
In dem Spiel Minecraft geht es unter anderem darum, gegen Monster (u. a. verschiedene Arten von Zombies) zu kämpfen.
In dem Spiel Shadow Man wird durchgehend ein Bezug zum Voodoo hergestellt.
In einigen Teilen der Call-of-Duty-Reihe existiert ein Zombie-Modus, in dem es hauptsächlich darum geht, immer größere und stärkere Angriffe der Untoten zu überleben.
DayZ, wie auch Infestation oder State of Decay: Year One, ist eine komplexe Überlebenssimulation einer Zombie-Apokalypse mit Rollenspielelementen.
In der Videospielreihe Dead Island, Dead Island: Riptide und Dead Island 2 kämpft der Spieler gegen Zombies, die durch eine von Menschen verursachte Virus-Epidemie entstanden sind.
In dem Spiel Prototype und dessen Nachfolger agieren Zombies als Handlanger eines Zentralen Virusträgers gegen den Protagonisten des Spiels.
In den Spielen The Last of Us und The Last of Us Part II werden ebenfalls zombieartige Wesen dargestellt, deren Infektionen (durch einen Biss oder durch Einatmen der Sporen) zu einem Cordyceps im Hirn der Infizierten führen und für den Tod – und der folgenden „Auferstehung“ der je nach Länge der Infektion Runner, Stalker, Clicker oder Bloater genannten Untoten sorgen.
Zombies spielen eine wichtige Rolle in Pflanzen gegen Zombies.

### Brettspiele
In Brettspielen wie Zombies!!!, Zombicide oder Dead of Winter müssen sich die Spielenden gegen Untote wehren. Gerade die Zombiecide-Reihe ist für unzählige Zombieminiaturen bekannt. Auch Spiele für Kinder und Jugendliche wie Zombie Kidz Evolution oder Zombie Teenz Evolution greifen das Thema auf. Das erste Brettspiel mit Zombie-Thematik ist vermutlich Dawn of the Dead von 1978, das auf dem gleichnamigen Romero-Film beruht.

### Bücher
Die zwischen 2003 und 2019 erscheinende Comicreihe The Walking Dead ist Grundlage für die crossmediale Vermarktung eines Zombie-Themas: Seit 2010 gibt es eine Adaption als Fernsehserie und zwischen 2012 und 2019 eine Computerspielreihe in mehreren Episoden. 2006 erschien das Buch Operation Zombie: Wer länger lebt, ist später tot von Max Brooks. Er schildert darin den weltweiten Ausbruch einer Zombie-Seuche und wie sie in unterschiedlichen Nationen bekämpft wird. Das Buch ist die Fortsetzung seines satirischen Ratgebers Der Zombie Survival Guide und wurde 2013 als World War Z verfilmt.
2009 ließ Alan Goldsher mit Zombie John, Zombie Paul, Zombie George und Ninja Ringo in seinem Erstwerk Paul Is Undead: The British Zombie Invasion die Beatles als Untote auferstehen. 2012 folgte mit Give Death a Chance: The British Zombie Invasion 2, eine Fortsetzung des Romans als E-Book. Ebenfalls 2012 erschien die deutsche Zombie Anthologie Hunger mit Beiträgen unter anderem von Wolfgang Hohlbein, Lena Falkenhagen und Torsten Sträter. Ein weiteres deutsches Literaturprojekt zum Thema Zombies ist die Zombie Zone Germany des Amrûn-Verlages. Mehrere Bücher von unterschiedlichen Autorinnen und Autoren schildern ein Deutschland, das seit 2021 von Zombies heimgesucht und international abgeschottet wurde. Das Zombie-Universum von George A. Romero fand 2021 einen literarischen Abschluss. In The Living Dead setzt Autor Daniel Kraus dem Horror-Regisseur ein Denkmal und erzählt die Geschichten unterschiedlicher Menschen, die eine Zombieapokalypse in den USA überleben und auch die Jahre darauf miterleben. Laut dem Kulturblog Fischpott ein „würdiges, lesenswertes Buch ganz im Sinne des alten Zombie-Meisters.“

## Motiv des Zombies in der Philosophie
Das Motiv des Zombies hat Philosophen immer wieder beschäftigt. So dient es z. B. als Metapher für ein hypothetisches Wesen, das einem Menschen von außen physisch, funktional und somit auch biologisch zwar gleiche, allerdings von innen her kein phänomenales Bewusstsein besitze, also kein „inneres Erleben“. Ein solcher philosophischer Zombie verhält sich einem normalen Menschen entsprechend, verfügt dabei jedoch über keinerlei qualitative Bewusstseinszustände. Sein Verhalten ist allein physikalisch-funktional bestimmt.

## Zombie-Krankheiten im Tierreich
Die Chronic Wasting Disease wird umgangssprachlich auch als „Zombie-Krankheit“ bezeichnet. Sie wurde zunächst in den 1960er Jahren bei Maultierhirschen in Nordamerika beschrieben, kann jedoch auch auf andere Tierarten überspringen.
Hummeln und Honigbienen, die sich nach der Ablage von Eiern der Fliegenart Apocephalus borealis in ihrem Körper ziellos umher bewegen, werden umgangssprachlich als Zombie-Bienen bezeichnet. Die Larven greifen das Gehirn des Wirtes an, was schließlich zum Tod des Wirtes führt. Verschiedentlich werden auch mit dem Parasiten Xenos vesparum befallenen Wespen als Zombiewespen bezeichnet.
Weitere Beispiele sind der Pilz Ophiocordyceps unilateralis und die Saitenwürmer.

## Vorbereitung auf eine Zombie-Apokalypse

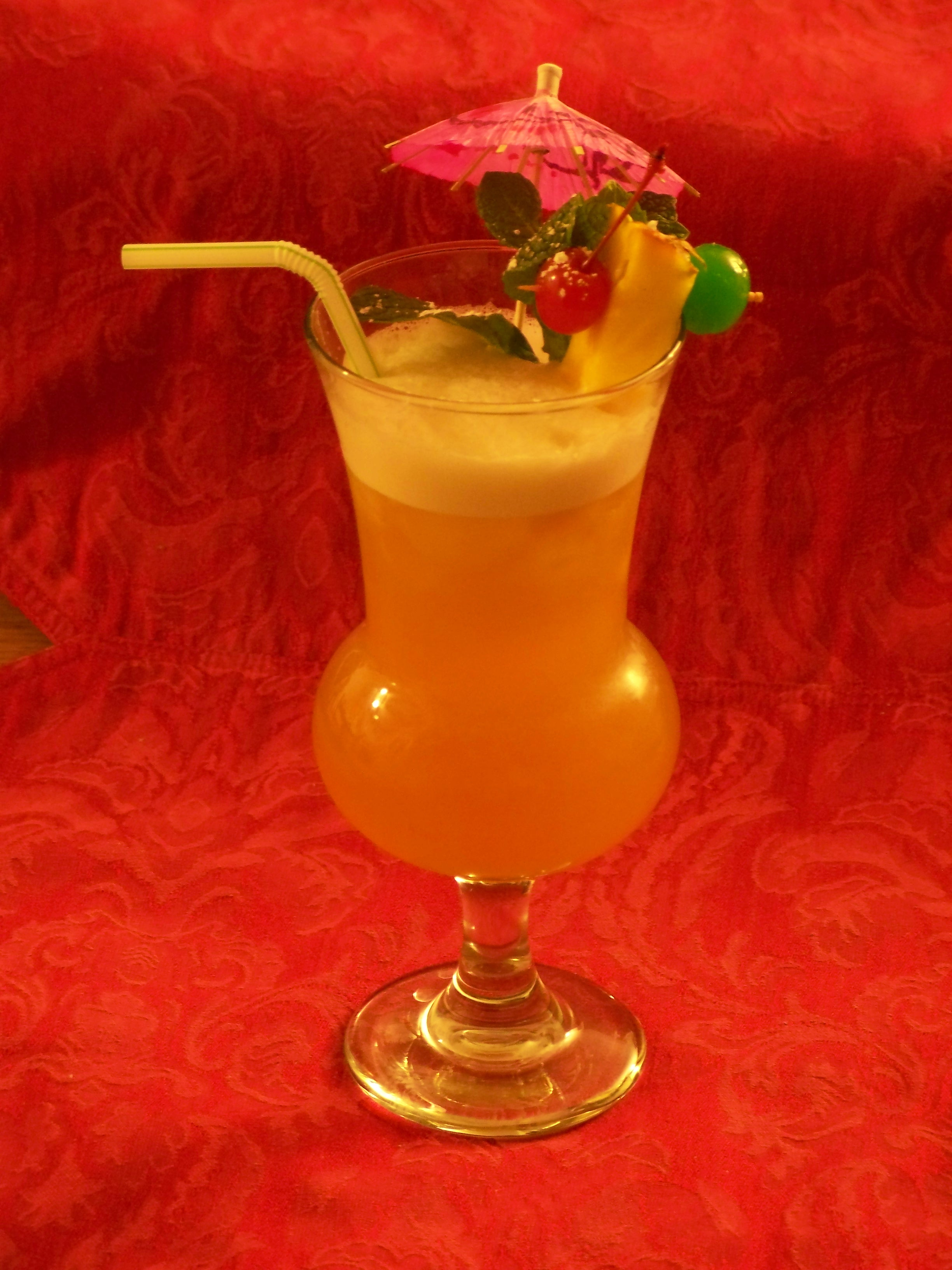
Cocktail, der Zombie genannt wird

2009 erstellte ein kanadisches Team von Mathematikstudenten eine mathematische Analyse von Zombie-Epidemien und kam zum Schluss, dass nur „extrem aggressive Taktiken“ die Menschheit in diesem Falle retten könnten. Die Studie erreichte einige mediale Rezeptionen.
Das US-Militär entwickelte das Lernspiel Conplan 8888 für seinen Führungsnachwuchs. Um sie mit strategischem Denken vertraut zu machen, mussten sie einen Abwehrplan gegen eine „Zombie-Apokalypse“ entwerfen.
2011 befasste sich im US-Gesundheitsministerium das CDC im Rahmen eines allgemeinen Vorbereitungsprogramms für Krisen und Katastrophen mit einem fiktiven Zombieszenario mit der Bezeichnung Preparedness 101. Im Folgejahr widmete sich ein monatliches Web-Seminar der US-Katastrophenschutzbehörde Federal Emergency Management Agency dem Thema möglicher Vorbereitungen auf eine hypothetische Zombiekatastrophe.
In den USA (Portland, Oregon) gibt es ein Training zum Überleben in einer Zombie-Apokalypse.
Im März 2013 wurde durch die Abgeordnete der Piratenpartei angefragt, ob Berlin gegen eine Zombie-Katastrophe gerüstet sei. Hintergrund der kleinen Anfrage war nach Angaben der Piratenpartei, dass man auch Bevölkerungsgruppen, die sich in der Regel nicht mit dem Thema Katastrophenschutz auseinandersetzen, hierfür sensibilisieren müsste. Im Ernstfall seien in Berlin 3,8 Millionen Menschen zu evakuieren. Verwiesen wurde auch auf eine Art Handbuch für eine Zombiekatastrophe in den Vereinigten Staaten von Amerika. Die Berliner Senatsverwaltung sah hierin aber keine sinnvolle Katastrophenvorsorge.
Am 9. Februar 2017 beschloss die Illinois General Assembly (Legislative des US-Bundesstaats Illinois) den Oktober 2017 zum Zombie-Vorbereitungsmonat (engl.: „Zombie Preparedness Month“) zu erklären. Dabei sollen sich die Bürger auf jede erdenkliche Art einer Naturkatastrophe vorbereiten, auch auf eine eventuelle Zombie-Apokalypse. Die Begründung lautet: „If the citizens of Illinois are prepared for zombies, then they are prepared for any natural disaster.“ („Wenn die Bürger von Illinois auf Zombies vorbereitet sind, dann sind sie auf jede Art von Naturkatastrophe vorbereitet.“)